# Denis Kazungu

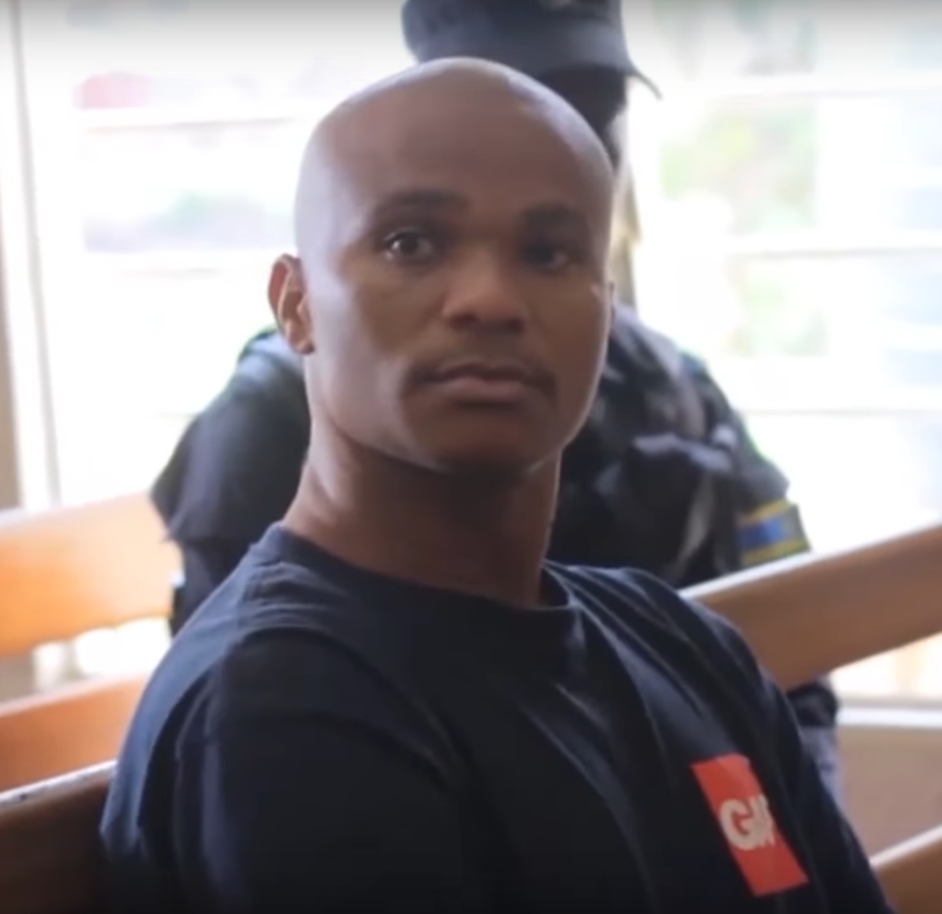
Denis Kazungu (2023)

Denis Kazungu (* ca. 1990) ist ein ruandischer Serienmörder.
Von April 2022 bis zum Tag seiner Verhaftung am 5. September 2023 mietete Kazungu ein Haus im Dorf Gashikiri in Busanza im Sektor Kanombe des Distrikts Kicukiro, in das er seine Opfer lockte. Mindestens drei Frauen konnten aus dem Haus fliehen. Nachbarn informierten jeweils den Mutwarasibo, eine örtliche Führungsperson, jedoch wurden die Geschehnisse als bloße Streitigkeiten zwischen Kazungu und Sexarbeiterinnen abgetan.
Kazungu wurde schließlich am 5. September 2023 verhaftet, nachdem sein Vermieter die Behörden um Hilfe gebeten hatte, da die Miete nicht gezahlt wurde. In der Küche fanden die Beamten Leichen vergraben. In einem darauffolgenden Verhör gestand Kazungu den Mord an 14 Personen, jedoch wurden im Haus nur 12 gefunden. Anderen Angaben nach waren es insgesamt 13 Opfer. Sie waren bis auf ein Opfer allesamt Frauen.
Kazungu bekannte sich im Gerichtsprozess für die Morde schuldig. Die gegen ihn erhobenen Anklagepunkte umfassten neben Mord unter anderem Vergewaltigung, Folter, Schändung menschlicher Leichen, Raub und Fälschung. Am 7. März 2024 wurde er in allen zehn gegen ihn erhobenen Anklagepunkten für schuldig befunden. Das Nyarugenge High Court in Kigali verurteilte ihn in seiner Abwesenheit zu lebenslanger Haft.